# Bredia microphylla
Bredia microphylla är en tvåhjärtbladig växtart som beskrevs av Hui Lin Li. Bredia microphylla ingår i släktet Bredia och familjen Melastomataceae. Inga underarter finns listade i Catalogue of Life.